# Martin Bangemann

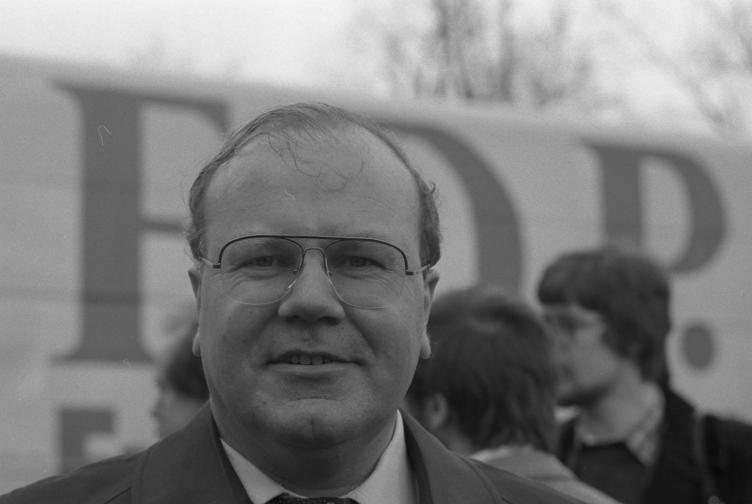
Martin Bangemann (1979).

Martin Bangemann (Wanzleben, 15 de noviembre de 1934-Deux-Sèvres, 28 de junio de 2022) fue un abogado y político alemán que fue líder del Freie Demokratische Partei y Vicepresidente de la Comisión Europea, brazo ejecutivo de la Unión Europea entre 1988 y 1995. Permaneció como miembro de la comisión hasta 1999.

## Biografía
Se hizo miembro del FDP en el año 1973 y fue nombrado miembro del Parlamento Europeo dentro del Grupo de la Alianza de los Liberales y Demócratas por Europa, cargo que va a ejercer hasta 1984. Aquel año retorna a la política nacional para convertirse en el secretario general y líder del FDP entre 1985 y 1988. Formaría parte del gobierno del canciller Helmut Kohl, siendo Ministro de Economía y Finanzas entre 1984 y 1988.
En el año 1989 abandona la política nacional para entrar en la Comisión Europea liderada por Jacques Delors con el cargo de vicepresidente y Comisario Europeo del Mercado Interior, de Empresa y de Industria. Posteriormente añadiría las competencias de Política de la Información. Al formarse la Comisión Santer, ocupará las Comisarías de Industria y Empresa, así como la de Política de Comunicación. Permanece en el puesto durante la comisión interina de Manuel Marín.
Bangemann murió de un infarto en su casa de Deux-Sèvres el 28 de junio de 2022 a la edad de 87 años.

## Polémica
Causó mucha polémica al abandonar la Comisión Europea, ya que el 30 de junio de 1999, el presidente de Telefónica, Juan Villalonga anunciaba su inmediata incorporación al consejo de administración. La Comisión Europea le pidió que no aceptara el cargo y finalmente el Consejo de Gobierno de la UE lo denunció al Tribunal Europeo de Luxemburgo por posibles incompatibilidades, dado que aún permanecía en el cargo de comisario. En octubre Telefónica anunció que retrasaría su incorporación nueve meses para evitar posibles incompatibilidades, mientras él anunciaba que el proceso iniciado en su contra le suponía un gran perjuicio material y moral. Finalmente la UE retiró la denuncia y permitió su incorporación a Telefónica, pero le impidió durante dos años actuar como gestor privado ante la Unión. De esta forma, el 1 de julio de 2000 entró en el Consejo de Administración de la compañía con un sueldo de 100 millones de pesetas. Un año después renovaría pese a que se consideraba que su labor en la empresa había sido nula o escasa.